# Menneske
Mennesket (Homo sapiens) er den eneste nulevende art af slægten Homo. Mennesket er karakteriseret ved den store hjerne og den oprette gang på to ben, der er unikt blandt primaterne. Ligesom deres nærmeste slægtning chimpansen er mennesket altædende. Det videnskabelige navn Homo sapiens blev givet af Carl von Linné i 1758 og betyder "det vidende menneske". Mennesket er Jordens mest udbredte art af pattedyr. Siden 1800 er antallet af mennesker steget fra en milliard til over syv milliarder. Den samlede biomasse af alle mennesker på Jorden i 2018 er blevet vurderet til cirka 60 millioner tons kulstof, omkring 10 gange mere end alle vildtlevende pattedyr tilsammen. Ordet "menneske" anvendes ofte som modsætning til "dyr", uanset de store biologiske ligheder imellem mennesker og andre primater og pattedyr.

## Mennesket i tal
Mennesket har ca. 1,8 m2 hud, ca. 600 muskler, 206 knogler, over 100 led, 90.000 km vener, arterier og kapillærer samt 13 milliarder nerveceller. Hvert minut hele livet igennem pumpes 4-6 liter blod gennem hjertet. Mennesket har ca. 25 billioner røde blodlegemer som hver er ca. 0,007 mm i diameter. Deres samlede overflade menes at være ca. 1.300 m². Hjernen vejer gennemsnitligt 1.350 gram. Mennesket har op til fem millioner hår.

## Særlige karaktertræk

### Sprog
Talesproget er det vigtigste træk der adskiller mennesket fra andre dyr. Sproget gør det muligt at dele erfaringer og tanker. Der findes omkring 6.000 forskellige sprog i verden. Skriftsproget menes at være blevet udviklet for cirka 5-6000 år siden.
Et gen kaldet FOXP2 har betydning for talesprog og forståelse af sprog. Et lignende gen ses også hos mus og chimpanser, men ikke i samme variation eller med samme funktion.

### Lang barndom
Ingen dyrearter har så lang en barndom som mennesket, der først er voksen i en alder af omkring 18 år. Kvinders menstruation indtræder normalt i 9-15 års alderen. Menneskebørn er normalt først i stand til at klare sig selv uden voksnes hjælp, fra de er omkring 9 år gamle. Selv om en gris er omtrent lige så stor som et menneske, er den voksen på bare et år. En årsag til den lange barndom er, at menneskets komplekse hjerne kræver lang tid til at udvikle sig. Gennem barndommen udvikles hjernen til at fungere i deres meget komplekse samfund og kultur som det kræver 20 til 30 år at tilegne sig.

### Tobenet gang
Man har ment, at mennesket sammen med fugle var enestående ved den tobenede gang. Men flere fortidsdyr har kunnet gå på to ben, dinosaurerne tæller ikke med her, da de tobenede dinosaurer er beslægtede med nutidens fugle. Den fælles forfader for mennesket og de store menneskeaber havde knogang. De store menneskeaber har bevaret knogangen, hvor de går på fingrenes yderside med knyttede næver.

### Stor hjerne
Mennesket har en stor hjerne – dog ikke den største blandt dyrene, f.eks. har både elefant og blåhval betydeligt større hjerner. Set i forhold til kroppens størrelse er menneskets hjerne blandt de største, men et mål for dyrs intelligens opnås bedre gennem den såkaldte encefaliseringskoefficient. Delfiner og dødningehovedaber er eksempler på dyr med forholdsmæssigt store hjerner.
Menneskets store hjerne har sat dem i stand til at forudsige deres handlingers konsekvenser, planlægge deres handlinger og manipulere deres omgivelser i større grad end nogen anden dyreart. Mennesket er derfor i højere grad end andre dyrearter afhængig af kompleks tillært kultur, som en måde at tilpasse deres levevis til deres miljø, til at organisere mangfoldige samfundsformer og udvikle et stort repertoire af teknologier. Ifølge mange teorier er den udviklingsmæssige fordel som har gjort mest for at definere menneskeartens historie udviklingen af sprog – det komplekse symbolsystem hvormed de kan kommunikere komplekse ideer til hinanden, og som sætter dem i stand til at samarbejde, og til at konstruere symbolske kategorier som de kan bruge til at interagere med verden. Lignende symbolsystemer kendes blandt andre dyrearter, men de er langt mindre komplekse. Fra deres store hjerne udspringer også en bevidsthed om deres egen eksistens og deres forhold til resten af verden. Denne bevidsthed om deres egen eksistens som art gør at mennesket ofte har anset sig selv for stående uden for dyreriget. 
Et gen (MGC8902) er fundet i særlig mange kopier hos mennesket og forudsagt til at være involveret i konstruktionen af proteinet DUF1220. DUF1220 er især udtrykt i hjernen.

### Skjult ægløsning
Mennesket har som det eneste pattedyr skjult ægløsning. Det kan være forklaringen på, at monogami er opstået som parringssystem. Den skjulte ægløsning gjorde det sværere for mændene at vide, hvornår kvinderne var frugtbare.
Menstruationscyklussen er gennemsnitlig 28 dage. Den kan variere mellem 21 og 45 dage og er kontrolleret af hormoner. Under menstruationen bløder kvinden, da slimhinderne i livmoderen, der igennem cyklussen er opbygget  for at være klar til en eventuel graviditet, afstødes. Dårlig ernæring og/eller hårdt fysisk arbejde kan stoppe eller give uregelmæssig menstruation, så fortidens kvinder oplevede ikke så mange menstruationer som nutidens kvinder.

## Teknologi
Blandt menneskets mest omsiggribende teknologiske udviklinger er brugen af ild og redskaber (først stenredskaber blandt Homo habilis ca. 2-2,4 millioner år siden), udviklingen af landbrug (ca. 12.000 år siden), skrift (ca. 5.000 år siden), og metaludvindelse og -forarbejdning, og senere udviklingen af moderne industriel teknologi (ca. 200 år siden), og udviklingen af brugen af elektrisk energi indtil videre kulminerende i den digitale teknologi baseret på brugen af elektricitet og komplekse symbolsystemer. Disse teknologier har sat mennesket i stand til at bebo næsten alle jordens klimazoner og har understøttet en eksponentiel befolkningsvækst. En udvikling der er sket på bekostning af andre arter både i deres egen slægt og for mange andre pattedyr. Samtidig er deres teknologiers utilsigtede skadelige effekter på miljøet blandt fremtidens udfordringer for mennesket, ligesom det til stadighed vil være en udfordring at søge en løsning på problemet omkring, hvordan deres eksplosive befolkningsvækst kan forenes med jordens begrænsede ressourcer.

## Oprindelse
De ældste fossiler efter de første anatomisk moderne mennesker menes at være cirka 200.000 (eller måske 300.000) år gamle og stammer fra Afrika. Det moderne menneske spredte sig til Europa og Asien for omkring 60.000 år siden. Inden da var tidlige mennesketyper, de såkaldte arkaiske Homo sapiens (bl.a. neandertalere, denisovaer og Homo erectus), allerede udvandret fra Afrika.
De moderne mennesker fra Afrika og neandertalerne blandede sig og fik afkom sammen for nok omkring 50.000 til 60.000 år siden.
Arten Homo sapiens bliver af nogle inddelt i underarter, hvor neandertalere eksempelvis kaldes for Homo sapiens neanderthalensis) og nutidsmennesket for Homo sapiens sapiens.

### Nærmeste slægtninge
Menneskets nærmeste slægtninge blandt primaterne er bonoboen, chimpansen, gorillaen, orangutangen og gibbonen. 
Mennesket deler næsten 99% af deres genetiske materiale (DNA) med de afrikanske menneskeaber – chimpanser og gorillaer. På baggrund af DNA-undersøgelser menes det, at chimpansen og mennesket havde en fælles stamfader, der levede for ca. 7 millioner år siden.